# Palais Sielce

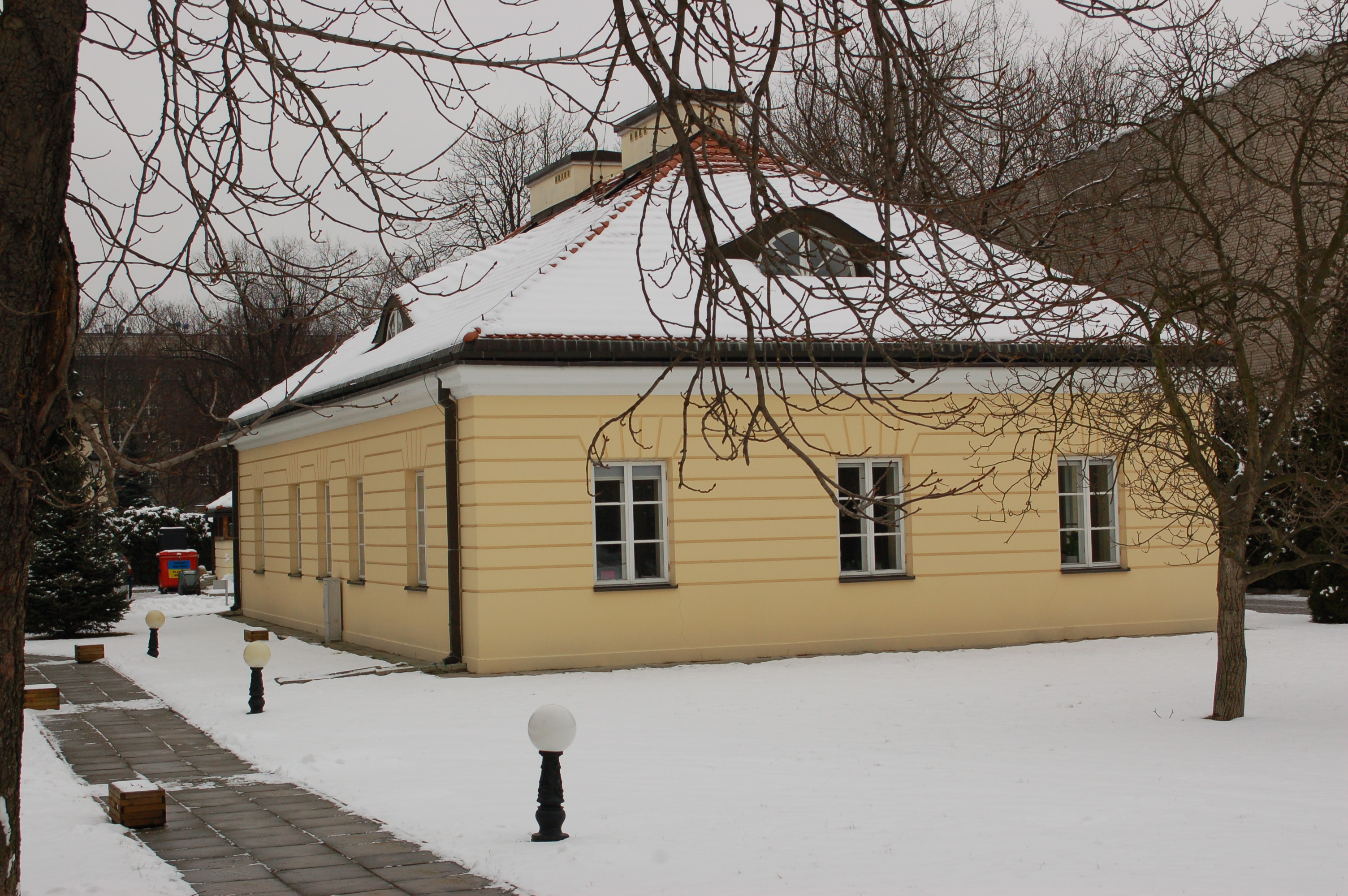
Einer der beiden Pavillons

Das Palais Sielce (poln. Pałac Sielce, auch Badehaus des Stanisław August, pol: Łaźnie Stanisława Augusta, genannt) befindet sich im Warschauer Stadtteil Mokotów (Dolny Mokotów). Vormals unter der Anschrift Ulica Chełmska 21 geführt, liegt das Objekt heute an der Ulica Zbyszka Cybulskiego 3 und wird von einem polnischen Arbeitgeberverband als Zentrale genutzt. Das Palais sowie zwei dazugehörende Gebäude sind denkmalgeschützt.

## Geschichte
Südlich von Warschau gab es das bäuerlich geprägte Dorf Sielce. Der nördliche Teil dieser Ortschaft wurde 1412 vom polnischen König Janusz I. Starszy an die katholische Kirche (Stiftskollegium des Heiligen Johannes) übertragen, in deren Besitz es bis zur dritten Teilung Polens im Jahr 1795 und der folgenden Konfiskation durch die preußischen Behörden blieb. Der zweite Teil von Sielce wurde als königliches Gut genutzt (Folwark Sielce).
Gegen Ende des 18. Jahrhunderts hatte der letzte polnische König, Stanislaus II. August Poniatowski, auf dem Gelände des vormaligen Gutshofes eine Erweiterung des nahegelegenen Belevedere-Komplexes vornehmen lassen. Für ihn wurde in der neuen Parklandschaft ein vermutlich als Badehaus genutztes Gebäude angelegt. Um 1820 gehörte die Anlage dann dem russischen Prinzen Konstantin Pawlowitsch Romanow, der hier für sich und seine zweite Ehefrau, Joanna Grudzińska, ein Palais mit zwei seitlich aufgestellten Nebengebäuden (als Pavillons bezeichnet) errichten ließ. Verantwortlicher Architekt war vermutlich der Offizier Wilhelm Heinrich Minter.
Die Anlage war durch Kauf des Belvedere-Besitzes im Jahr 1818 Eigentum des Prinzen geworden. Der angelegte Park im englischen Stil erstreckte sich über 11 Hektar. Der Generalstatthalter nutzte das Palais als Sommersitz. Nach dem Cholera-Tod des Ehepaares 1831 ging das Ensemble per Testament an den jüngeren Bruder des Prinzen, den Zaren Nikolaus I., über. In den Folgejahren wurde das Palais wechselnden, zumeist kommerziellen Nutzungen zugeführt und nur unzureichend erhalten.
1916 wurde Sielce auf Anweisung des zuständigen deutschen Generalgouverneurs Hans Hartwig von Beseler, nach Warschau eingemeindet. Damit veränderte sich mittelfristig die Struktur des Gebietes von ländlicher zu städtischer Bebauung. Teile des Parkes wurden zum Häuserbau parzelliert. Das im Laufe der Jahre verfallende Palais wurde ab 1918 von der Stadt wieder instand gesetzt, der Restpark der Öffentlichkeit zugänglich gemacht.
Das Palais ist im klassizistischen Stil der Zeit gestaltet und wenig dekoriert. Der zweigeschossige, auf rechteckigem Grundriss errichtete Bau verfügt über je einen Mittelrisalit mit Dreiecksgiebel an Front- und Rückseite. An der nach Osten weisenden Frontseite befindet sich ein kleiner, auf zwei Säulen gestützter Balkon über der Eingangstür. Auf der Parkseite wurde anstelle des hölzernen Wintergartens in den 2000er Jahren ein flacher Anbau angefügt. Die beiden eingeschossigen, symmetrischen Nebengebäude stehen je in rund 50 Meter Entfernung flankierend zum Palais. Hinter dem Ensemble erstrecken sich die Reste (3,2 Hektar) des ehemaligen Landschaftsgartens, heute als Park Sielecki (Sielce-Park) bezeichnet. Ursprünglich vor dem Palais (also ostwärts) liegende Kasernengebäude gibt es nicht mehr. Hier stehen heute nach dem Zweiten Weltkrieg errichtete Büros und Hallen einer Filmproduktionsgesellschaft (Wytwórnia Filmów Dokumentalnych i Fabularnych).
Im Krieg waren die Gebäude während des Warschauer Aufstandes umkämpft, wurden aber erst später zerstört. Auch der Park war bei Kriegsende devastiert. Neben dem in den Jahren 1945 bis 1950 unter Stefan Netto wiederaufgebauten Palais mit seinen beiden Pavillons ist der heute noch bestehende Parkteich aus dem 19. Jahrhundert erhalten. Eine Komplettsanierung erfolgte 1998 unter Ryszard Girtler und Marta Gronkiewicz. Seit 2012 dient das Palais als Sitz des polnischen Arbeitgeberverbandes Polska Konfederacja Pracodawców Prywatnych Lewiatan.